# FK Liepājas Metalurgs
Az FK Liepājas Metalurgs, teljes nevén Futbola Klubs Liepājas Metalurgs egy lett labdarúgócsapat. A klubot 1997-ben alapították, székhelye Liepāja városa. Jelenleg az első osztályban szerepelnek.

## Története

### Daugava Liepāja és Dinamo Liepāja: 1945-1947
Első szezonjában a Daugava második helyen végzett a Lett SZSZK bajnokságában az FK Dinamo Rīga mögött. 1947-ben megnyerték első lett bajnoki címüket.
A Dinamo Liepāja sosem játszott a lett első osztályban. Legnagyobb sikere egy lett kupagyőzelem volt 1948-ban.

### Sarkanais Metalurgs: 1949-1961
1949-ben a Daugava és a Dinamo egyesült, ezzel létrejött a Sarkanais Metalurgs csapata. Ebben az időben ez volt a legerősebb lett csapat. 1949-ben a Sarkanais megnyerte a bajnokságot és a kupát is. A bajnoki címet 1951-ben, 1953-ban, 1954-ben, valamint 1956 és 1958 között megszakítás nélkül megnyerte. 1953 és 1955 között a kupában is diadalmaskodott. 1954-ben, miután legyőzte a Daugava Rīga csapatát, a két csapat, 6 Metalurgs-játékossal a csapatban, együtt indult a szovjet másodosztályban. Ekkortól a lett bajnokságban leginkább a tartalékok szerepeltek. 1960-ban feljutottak az első osztályba, ahol 1990-ig különféle néven szerepeltek. 1961-ben a klub LMR Liepāja néven szerepelt.

### Zvejnieks Liepāja: 1962-1989
1962-ben a klubnál tulajdonosváltás történt, a neve pedig Zvejnieks Liepājára változott. Ez lett a Dugava második csapata, a jobb játékosok szinte kivétel nélkül ott szerepeltek.

### Olimpija Liepāja: 1990-1993
1990-ben a klub megkapta egy 20-as, 30-as évekbeli lett klub, az Olimpija Liepāja nevét. 1990-ben még a szovjet bajnokságban indult, 1991-ben viszont már csak a lettben, ahol harmadik lett. A Szovjetunió felbomlása után pénzügyileg egtyre rosszabb helyzetben kerültek, és fokozatosan visszaestek.

### FK Liepāja: 1994
1994-ben a klub neve FK Liepāja lett, de ezen a néven csak 1994-ben szerepeltek.

### DAG Liepāja: 1995-1996
1995-ben a klub egyesült az FC Dag Rīga csapatával, létrehozva ezzel a DAG Liepāja nevű csapatot. Az új csapat legnagyobb sikereként 1995-ben bejutottak a kupadöntőbe, ahol 3–0-ra kikaptak a Skonto FC-től.

### Baltika Liepāja: 1996-1997
1996-ban ismét tulajdonosváltás történt a csapat élén, a neve Baltika Liepājára változott. Ekkor a klubnál szerepelt a későbbi válogatott labdarúgó, Māris Verpakovskis. A klub anyagilag nem volt túl erős, így folyamatosan meg kellett küzdenie a legjobb játékosok távozásával. 1997-ben végül megvette a csapatot a helyi kohászat, így ismét nagy terveket szövögethettek.

### FK Liepājas Metalurgs: 1997 óta
Az immáron biztos pénzügyi háttérrel rendelkező csapat első szezonjában rögtön a második helyen végzett. 2005-ig 3 kupadöntőt is elvesztettek, majd ekkor megnyerték azt, valamint bajnokok is lettek. Ezek voltak a város első komolyabb trófeái a független Lettország létrejötte óta. 2006-ban ismét megnyerték a kupát.

## Sikerek
- Bajnok
  - 2005
- Bajnoki második
  - 1998, 1999, 2003, 2004, 2006, 2007
- Kupagyőztes
  - 1946, 1947, 1948, 1953, 1954, 1955, 1963, 1964, 2006, 2017
- Baltic League-győztes
  - 2007
- A Lett SZSZK győztese
  - 1946, 1947, 1949, 1951, 1953, 1954, 1956, 1957, 1958

## Az eddigi szezonok
- 1997 - 5.
- 1998 - 2.
- 1999 - 2.
- 2000 - 3.
- 2001 - 3.
- 2002 - 3.
- 2003 - 2.
- 2004 - 2.
- 2005 - 1.
- 2006 - 2.
- 2007 - 2.
- 2008 - 2.

## Jelenlegi keret
2009. június 18. szerint.
| #  |          | Poszt | Név                  |
| -- | -------- | ----- | -------------------- |
| 2  | lett     | V     | Andrejs Žuravļovs    |
| 3  | lett     | V     | Oskars Kļava         |
| 4  | lett     | V     | Dzintars Zirnis      |
| 17 | lett     | KP    | Andrejs Prohorenkovs |
| 6  | lett     | V     | Deniss Ivanovs       |
| 7  | lett     | KP    | Maksims Rafaļskis    |
| 9  | Litvánia | KP    | Tomas Tamošauskas    |
| 13 | lett     | V     | Pāvels Surņins       |
|    | lett     | KP    | Jevgēņijs Golovins   |
| 14 | lett     | V     | Intars Kirhners      |
|    | lett     | V     | Dmitrijs Mihailovs   |

| #  |      | Poszt | Név                 |
| -- | ---- | ----- | ------------------- |
| 16 | lett | KP    | Jevgēņijs Koršakovs |
| 20 | lett | CS    | Ģirts Karlsons      |
| 21 | lett | K     | Pāvels Šteinbors    |
| 22 | lett | CS    | Vladimirs Kamešs    |
| 23 | lett | CS    | Kristaps Grebis     |
| 27 | lett | KP    | Igors Aleksejevs    |
| 28 | lett | V     | Antons Jemeļins     |
| 31 | lett | K     | Viktors Spole       |

### Tartalékok
| # |      | Poszt | Név                 |
| - | ---- | ----- | ------------------- |
|   | lett | KP    | Igors Aleksejevs    |
|   | lett | K     | Maksims Vitkovskis  |
|   | lett | V     | Romans Gladiļins    |
|   | lett | V     | Jevgēņijs Koršakovs |
|   | lett | V     | Ingus Šlampe        |
|   | lett | V     | Toms Mežs           |
|   | lett | KP    | Roberts Pirktiņš    |

| # |      | Poszt | Név                 |
| - | ---- | ----- | ------------------- |
|   | lett | KP    | Vladimirs Korbuts   |
|   | lett | KP    | Nils Sitenkovs      |
|   | lett | KP    | Ģirts Džeriņš       |
|   | lett | CS    | Golovens Julians    |
|   | lett | CS    | Artūrs Karatajevs   |
|   | lett | CS    | Krišjānis Dinsbergs |
|   | lett | CS    | Jevgēņijs Haitovs   |

## Ismertebb játékosok
- Miervaldis Drāznieks
- Voldemārs Sudmalis
- Ernests Ziņģis
- Žanis Zviedris
- Jānis Intenbergs
- Ilmārs Verpakovskis
- Ainārs Linards
- Vladimirs Babičevs
- Māris Verpakovskis

## Külső hivatkozások
- Hivatalos weboldal (angolul) (lettül) (oroszul)